# 千居
千居（Spacious）是個網上房地產平台及搵樓網站，透過科技集合不同代理行、經紀的的放盤，用戶可隨意搜尋買盤、租盤及服務式住宅。此外，準買家及代理可透過網上平台及手機應用程式進行互動。千居於2013年底由Asif Ghafoor創立，他曾擔任高盛（Goldman Sachs）和渣打集團（Standard Chartered Bank）的開發經理、信息總監以及手機軟件設計師。
千居總公司位於香港，於2013年底創立。公司成立3年以來已兩度獲天使投資公司青睞，共注資超過2700萬元。

## 公司歷史

### 創建
千居由Asif Ghafoor於2013年底開創。

### 增長與資金來源
千居網頁在2013年8月啟動，並於2014年3月起推出中文版本。2014年，公司在首輪融資獲得50萬美元資金；在2015年6月，公司再獲300萬美元的第二輪融資基金。

## 外连结
- 官方网站 （页面存档备份，存于）